# Jeff Nelson (hockeista su ghiaccio)
Jeffrey A. C. Nelson (Prince Albert, 18 dicembre 1972) è un ex hockeista su ghiaccio canadese.

## Carriera
Cresciuto hockeisticamente nelle squadre della sua città (Prince Albert Midget Raiders e Prince Albert Raiders), fu scelto al draft 1991 dai Washington Capitals, dove ha fatto il suo esordio in NHL solo nella stagione 1994-1995. In NHL giocherà anche con la maglia dei Nashville Predators, che lo cederanno dopo una stagione nuovamente ai Capitals. Nella sua seconda esperienza a Washington, tuttavia, non giocherà mai.
Perlopiù ha giocato nelle serie minori nordamericane: in American Hockey League con Baltimore Skipjacks, Portland Pirates, Cleveland Barons e Grand Rapids Griffins; in International Hockey League con gli stessi Grand Rapids Griffins prima che passassero all'AHL, coi Milwaukee Admirals e con i Muskegon Fury; in United Hockey League con i Muskegon Fury (prima che passassero in IHL); in Central Hockey League coi Mississippi Riverkings e con gli Evansville Icemen.
Ha anche due esperienze in Europa nella Deutsche Eishockey Liga con Schwenninger Wild Wings, e nella Serie A con l'HC Bolzano. Si è ritirato nel 2011.

## Palmarès

### Club
- Calder Cup: 1

Portland: 1993-1994
- United Hockey League: 1

Muskegon: 2004-2005
- Coppa Italia: 1

Bolzano: 2006-2007

### Individuale
- Western Hockey League East Second All-Star Team: 2

1990-1991, 1991-1992
- CHL Scholastic Player of the Year: 2

1988-1989, 1989-1990
- AHL All-Star Classic: 2

1995, 1996
- United Hockey League:

First All-Star Team: 2005-06
Most Valuable Player: 2005-06